# Ranca Ilat
Ranca Ilat is een bestuurslaag in het regentschap Tangerang van de provincie Banten, Indonesië. Ranca Ilat telt 6565 inwoners (volkstelling 2010).